# Josef Moll

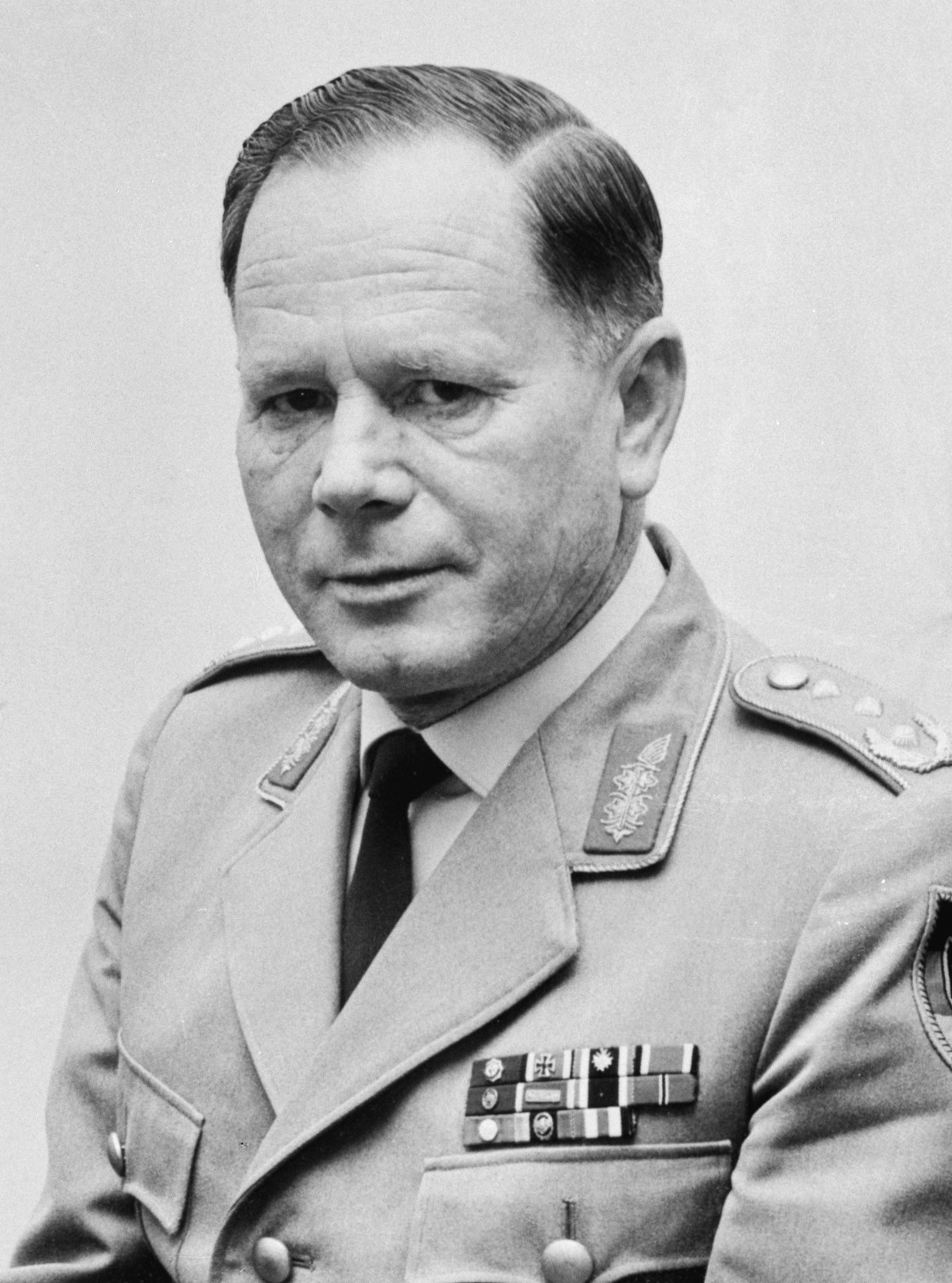
Josef Moll (1966)

Josef Moll (* 5. September 1908 in Laupertshausen; † 7. Januar 1989 in Stuttgart) war ein Generalleutnant des Heeres der Bundeswehr und diente zuletzt von 1966 bis 1968 als Inspekteur des Heeres.

## Militärische Laufbahn
Nach seinem Abitur trat Moll, Sohn eines Landwirts und Metzgermeisters, 1926 in den Dienst der Württembergischen Landespolizei und wurde nach der Ausbildung 1933 zum Leutnant der Landespolizei ernannt. Nach der Machtergreifung der Nationalsozialisten und der Aufstellung der Wehrmacht wurde Moll 1935 als Oberleutnant in selbige übernommen und diente im Infanterieregiment 15 als Regimentsadjutant und Kompaniechef. 1940 absolvierte er die Generalstabsausbildung und wurde 1941 Zweiter Generalstabsoffizier der 20. Panzer-Division.
1942 wurde er zur 3. Panzerarmee an die Ostfront versetzt und diente dort, inzwischen zum Major befördert, als Vierter Generalstabsoffizier (Id) im Generalstab unter dem Generalobersten Georg-Hans Reinhardt. Es folgte eine Versetzung zum XIV. Panzerkorps, Moll wurde dort als Erster Generalstabsoffizier (Ia) eingesetzt. Anschließend wurde er zur Heeresgruppe Afrika versetzt und war dort als Dritter Generalstabsoffizier (Ic) für die Feindlage zuständig. Diesen Posten hatte er danach in der wiederaufgestellten Heeresgruppe B und im XIV. Panzerkorps in Italien inne.
1944 wurde er zum Oberstleutnant befördert und übernahm den Posten des Ia der 29. Panzergrenadier-Division, ebenfalls in Italien. Moll war dann bis zur Kapitulation Ia der wiederaufgestellten Heeresgruppe C in Italien.
Bei der Kapitulation der Heeresgruppe C hatte er eine wichtige Rolle und riskierte kurz vor Kriegsende sein Leben. Albert Kesselring stellte Moll ein Kriegsgerichtsverfahren und die Todesstrafe in Aussicht (siehe Operation Sunrise).
Moll kam nach dem Kriegsende in US-amerikanische Kriegsgefangenschaft und kam 1946 frei.
Moll war ab Dezember 1946 Angehöriger der Organisation Gehlen bzw. ab dem 1. April 1956 des Bundesnachrichtendienstes, zuletzt als Oberst (Besoldungsgruppe A 16). Am 11. März 1957 als Oberst in der neugeschaffenen Bundeswehr reaktiviert, blieb er noch bis Ende 1958 im Bundesnachrichtendienst. Von Januar bis Juni 1959 war er stellvertretender Kommandeur der Panzerlehrkampfgruppe Munster. Zum Brigadegeneral ernannt, war er von Juni 1959 bis 1961 stellvertretender Amtschef und Chef des Stabes des Truppenamtes. Von 1961 bis 1963 war er in der damaligen Bundeshauptstadt Bonn in der Personalabteilung des Bundesverteidigungsministeriums Leiter der Unterabteilung P4 (Heer). Dann wurde er zum Generalmajor ernannt, übernahm von Johann Adolf Graf von Kielmansegg die 10. Panzergrenadierdivision in Sigmaringen und kommandierte sie vom 11. Juli 1963 bis zum 1. Januar 1965. Anschließend war er, zum Generalleutnant ernannt, von 1965 bis 1966 Stellvertreter des Inspekteurs des Heeres Ulrich de Maizière. Er wurde am 25. August 1966 de Maizières Nachfolger als Inspekteur des Heeres und zum 30. September 1968 pensioniert.
Moll war verheiratet und hatte zwei Kinder.

## Ehrungen
- 1945: Deutsches Kreuz in Gold
- Eisernes Kreuz I. Klasse
- 1968: Großes Verdienstkreuz mit Stern der Bundesrepublik Deutschland